# موجة لي
غيوم دوارة Rotor cloud

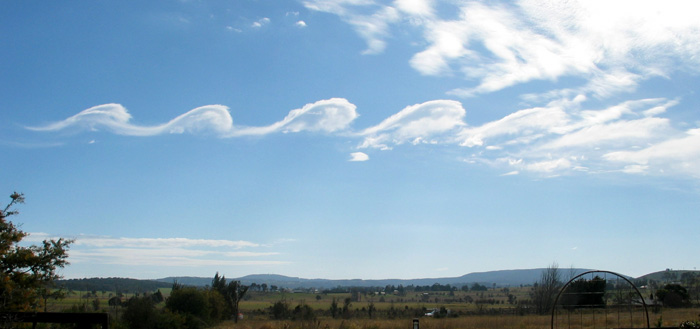

هي غيوم على شكل لفات ممزقة. تظهر خلف ذرا السلاسل الجبلية، وذلك تحت ذرا الأمواج التي تأخذها الرياح في حركتها خلف الجبال، وتترافق هذه الغيوم مع حركة دورانية للهواء.
المصدر: المعجم الجغرافي المناخي